# On the Torment of Saints, The Casting of Spells and the Evocation of Spirits

On the Torment of Saints, the Casting of Spells and the Evocation of Spirits  est un album de John Zorn paru sur le label Tzadik dans la série « Composer » consacrée à la musique classique contemporaine. Il est constitué de trois pièces, datées de 2012, tirées de son catalogue de musique de concert : The Tempest, drame shakespearien pour trio (flute-clarinette-percussion); All Hallows’ Eve, pièce en trois mouvements pour trio à cordes; The Temptation of St. Anthony, mini concerto pour piano illustrant un dialogue philosophique entre Saint-Antoine (le piano) et ses bourreaux.

## Titres
| No | Titre                         | Durée |
| -- | ----------------------------- | ----- |
| 1. | The Tempest                   | 11:20 |
| 2. | All Hallows’ Eve              |       |
|    | I - Matins                    | 9:29  |
|    | II - Lauds                    | 4:09  |
|    | III - Vespers                 | 1:37  |
| 3. | The Temptation of St. Anthony | 8:46  |

## Personnel
Pour The Tempest (International Contemporary Ensemble) : 
- Claire Chase - flute
- Nathan Davis - batterie, percussion
- Joshua Rubin - clarinette

Pour All Hallow's Eve : 
- Jay Campbell - violoncelle
- David Fulmer - alto
- Chris Otto - violon

Pour The Temptation of St. Anthony (Fifth House Ensemble) : 
- Clark Carruth - alto
- Crystal Hall - cor anglais
- Herine Coetzee Koschak - violoncelle
- Matt Monroe - cor
- Jani Parsons - piano
- Karl Rzasa - basson
- Melissa Snoza - flute
- Eric Snoza - basse
- Andrew Williams - violon
- Jennifer Woodrum - clarinette